# União Desportiva Rei Amador
A União Desportiva Rei Amador (UDRA) é um clube multiesportes da cidade de São João dos Angolares, na Ilha de São Tomé, em São Tomé e Príncipe,
A UDRA venceu dois títulos de taças, o primeiro em 2013 e segundo e final título em 2014.  UDRA venceu o primeiro e único título regional e tarde nacional em 2014.
As cores do equipamento principal são azul e branco. O equipamento alternativo é laranja e azul.
O nome do clube homenageia o importante líder anticolonial e antiescravista Rei Amador.

## Títulos
- Campeonato de São Tomé e Príncipe: 2
  - 2014, 2017
- Taça Nacional de São Tomé e Príncipe: 3
  - 2013, 2014, 2016, 2017
- Supertaça de São Tomé e Príncipe: 2

2014, 2017
- Liga Insular de São Tomé: 2
  - 2014, 2017
- Taça Insular de São Tomé: 4

2013, 2014, 2016, 2017

## Futebol

### Palmarés
| Escalão | Nº Presenças | Títulos | Melhor Classificação |
| I       | -            | 1       | Campeão              |
| II      | -            | 1       | Campeão              |

### Classificações regionais
| Temporada | Div | Pos | Pts    | J  | V  | E | D | G.M. | G.S. | Diff. |
| 2011      | 2   | 4   | 34 pts | 21 | 10 | 4 | 7 | 31   | 18   | +13   |
| 2012      | 2   | 3   | 32 pts | 18 | 10 | 2 | 6 | 28   | 26   | +2    |
| 2013      | 2   | 2   | 31 pts | 18 | 12 | 5 | 1 | 37   | 14   | +23   |
| 2014      | 2   | 1   | -      | -  | -  | - | - | -    | -    | -     |

## Jogadores

### Jogador antigo
- Orlando Gando